# Jaromír Smutný
Jaromír Smutný (23. června 1892 Bavorov – 16. července 1964 Londýn) byl český legionář, vedoucí Kanceláře prezidenta Edvarda Beneše a diplomat.

## Život
V průběhu první světové války se stal jedním z čs. legionářů, kteří dezertovali z rakousko-uherské armády a nastoupili do vznikající čs. legie na Rusi.
Během první republiky byl řadovým úředníkem na ministerstvu zahraničních věcí, kde si jeho píle všiml Edvard Beneš. V roce 1938 byl Smutný jedním z těch, kteří pomohli Benešovi utéct do exilu. Poté Smutný zastával několik funkcí, mj. konzula v Istanbulu. V roce 1939 se vydal do Londýna za Benešem, a postupně se vypracoval na jeho hlavního asistenta. Zapisoval a tudíž se i účastnil všech možných schůzek, na kterých byl Edvard Beneš.
V posledních dvou letech druhé světové války de facto Smutný zastával funkci kancléře. Po konci války se oficiálně kancléřem prezidenta republiky stal. Smutný se stal Benešovým přítelem i v jeho soukromém životě a byl tak u všech událostí, které Beneš prožil. Včetně tzv. únorové krize vlády a následného komunistického převratu. Když Beneš 2. června 1948 ze své funkce odstoupil, Smutný ještě několik měsíců sloužil u Klementa Gottwalda jako jakýsi špeh vznikajícího třetího odboje. Ovšem komunisté na to přišli a zbavili ho postu kancléře, Smutný s celou svou rodinou se poté nechal ilegálně převézt přes hranice kvůli hrozícímu zatčení a uvěznění státní policií.
Právě ve svém novém domově v Londýně se stal spoluzakladatelem Ústavu Dr. Edvarda Beneše se sídlem v Londýně. Ústav pečoval o pověst ČSR v zahraničí: konal přednášky, vydával tiskoviny, především pečoval o odkaz T. G. Masaryka a E. Beneše.
Beneš po osudových únorových chvílích požádal Smutného, aby jednou napsal o únorových událostech, jakoby za něj, protože Beneš toho již nebyl schopen. K tomu se dostal Smutný v 50. letech, když po sérii přednášek vyšla jeho sbírka o těchto událostech a také o odsunu českých Němců. Tato sbírka přednášek byla vydána pod názvem Svědectví prezidentova kancléře.